# Photonis
Photonis is een Franse bedrijvengroep die gevestigd is in Merignac en die in 1937 werd opgericht. De bedrijven vervaardigen voornamelijk optische meet- en registratie-instrumenten voor wetenschappelijke, technische en militaire doeleinden.

## Philips
In 1937 werd de fabriek in Brive-la-Gaillarde als een Philipsvestiging opgestart. In 1963 ging ze Hyperelec heten en sinds 1986 stond ze bekend onder de naam RTC Compelec, om in 1990 opgenomen te worden in de divisie Philips Components.
In 1992 werd de naam Philips Photonics en in 1998 werd het bedrijf verzelfstandigd en van Philips losgekoppeld. De nieuwe naam werd Photonis.

## Photonis Group
In 2005 fuseerden twee andere bedrijven met Photonis om de Photonis Groep te vormen. Eén daarvan was Delft Electronic Products, gevestigd te Roden en voorheen een onderdeel van Delft Instruments.
Het andere bedrijf was Burle, in 1942 voortgekomen uit de Amerikaanse marine en in 1946 opgenomen in het Amerikaanse RCA-concern. Aldus werd het in 1986, samen met RCA, een onderdeel van General Electric om in 1987 verder te gaan als Burle Industries. In 1999 werd Galileo MCP overgenomen, een producent van zogeheten microchannel plates voor toepassing in fotomultiplicatoren en aanverwante apparatuur.
In 2007 werd een nieuw hoofdkantoor in Merignac geopend.

## Producten
De producten omvatten fotomultiplicatoren, beeldversterkers, elektronenmultiplicatoren, gammastralings- en neutronendetectoren en tal van soortgelijke apparaten en componenten daarvan.